# Attentat du 3 mai 2017 à Kaboul
Ne doit pas être confondu avec Attentat du 31 mai 2017 à Kaboul.
L’attentat de Kaboul du 3 mai 2017 contre un convoi de troupes étrangères patrouillant près de l’ambassade américaine est revendiqué par l’État islamique. Cet attentat a fait au moins 8 morts et une vingtaine de blessés.

## Déroulement
Une explosion a lieu durant la matinée du 3 mai 2017 près d'une ambassade américaine au centre de Kaboul. L’attaque visait « un convoi de forces étrangères traversant la zone » selon le porte-parole du ministère de l’intérieur afghan, Najib Danish. Les militaires étrangers circulaient à bord des véhicules blindés de transport de troupes lors de l'attaque. Les forces américaines sous mandat de l'Otan en Afghanistan ont indiqué que la vie des soldats blessés n’étaient pas en danger.

## Bilan
Le bilan humain des responsables afghans atteste que l’attentat a fait 8 morts et une vingtaine de blessés, pour la plupart des civils. L'explosion a laissé un cratère sur le lieu de l'attentat et la déflagration aurait été ressentie jusqu’à 600 mètres à la ronde.

## Contexte
L'attentat a été perpétré quelques jours après l'annonce des Taliban du lancement de l'Opération Mansouri, menaçant de s'en prendre aux troupes étrangères. C'est à travers un communiqué que l'objectif de cette opération serait de viser « les forces étrangères, leurs infrastructures militaires et de renseignement, et l'élimination de leurs mercenaires locaux ».
Le secrétaire général de l'Otan Jens Stoltenberg a déclaré le 31 mars 2017 que l'Alliance étudiait une augmentation des effectifs de la mission Resolute Support en Afghanistan pour sortir de l'impasse actuelle. Ce sont 8 400 militaires américains qui interviennent en appui aux troupes afghanes en menant des frappes aériennes contre des positions d'Al-Qaïda, des talibans et de l'EI. En plus de ces troupes, on compte 5 000 soldats de pays alliés qui sont déployés sous la bannière de l'Otan.
L'ONU a indiqué que la province de Kaboul a enregistré le plus grand nombre de victimes civiles du conflit au premier trimestre 2017. Elle appelle à « des mesures adéquates de la part des parties au conflit pour épargner les civils ».

## Revendication
L’État islamique a revendiqué l’attentat via son agence de presse Amaq. Ils affirment que l'attentat été conduit par un kamikaze.